# Гемптон Тауншип (Нью-Джерсі)
Гемптон Тауншип (англ. Hampton Township) — селище (англ. township) в США, в окрузі Сассекс штату Нью-Джерсі. Населення — 4893 особи (2020).

## Демографія
Згідно з переписом 2010 року, у селищі мешкало 5196 осіб у 2021 домогосподарстві у складі 1446 родин. Було 2200 помешкань
Расовий склад населення:
| - 96,4 % — білих - 1,2 % — азіатів - 0,8 % — чорних або афроамериканців - 0,1 % — корінних американців |

До двох чи більше рас належало 1,0 %. Частка іспаномовних становила 3,8 % від усіх жителів.
За віковим діапазоном населення розподілялося таким чином: 21,0 % — особи молодші 18 років, 64,2 % — особи у віці 18—64 років, 14,8 % — особи у віці 65 років та старші. Медіана віку мешканця становила 44,9 року. На 100 осіб жіночої статі у селищі припадало 95,8 чоловіків;  на 100 жінок у віці від 18 років та старших — 93,9 чоловіків також старших 18 років.
Середній дохід на одне домашнє господарство  становив 88 516 доларів США (медіана — 76 127), а середній дохід на одну сім'ю — 105 665 доларів (медіана — 92 269). Медіана доходів становила 61 038 доларів для чоловіків та 52 024 долари для жінок. За межею бідності перебувало 4,0 % осіб, у тому числі 4,1 % дітей у віці до 18 років та 8,2 % осіб у віці 65 років та старших.
Цивільне працевлаштоване населення становило 2714 особи. Основні галузі зайнятості: освіта, охорона здоров'я та соціальна допомога — 28,9 %, науковці, спеціалісти, менеджери — 12,1 %, роздрібна торгівля — 10,4 %, будівництво — 8,9 %.